# علي كان (أرومية)
علي كان هي قرية في مقاطعة أرومية، إيران. عدد سكان هذه القرية هو 596 في سنة 2006.